# Slivno
Slivno è un comune della regione raguseo-narentana in Croazia. Al censimento del 2011 possedeva una popolazione di 1.997 abitanti.

## Località
Il comune di Slivno è costituito da 18 insediamenti (naselja) di seguito elencati. Tra parentesi il nome in lingua italiana, generalmente desueto.
- Blace (Porto Blazza[1]): 317 ab.
- Duba: 4 ab.
- Duboka (Duboca): 128 ab.
- Klek (Clesto[1] o Torre Nuncovich[2]): 230 ab.
- Komarna (Comarna[2]): 167 ab.
- Kremena (Cremena[3] [Cramena[2]]): 56 ab.
- Lovorje (Lovorie): 67 ab.
- Lučina (Lucina): 15 ab.
- Mihalj: 156 ab.
- Otok: 70 ab.
- Pižinovac: 2 ab.
- Podgradina: 227 ab.
- Raba: 10 ab.
- Slivno (Sliuno[4]): 1.999 ab.
- Slivno Ravno: 2 ab.
- Trn (Terne): 189 ab
- Tuštevac (Tustevaz): 64 ab.
- Vlaka (Vlaca): 294 ab.
- Zavala: 1 ab.

La sede comunale è posta nella località di Vlaka.

## Storia
Dopo la caduta dell'Impero romano la Dalmazia meridionale, dal Narenta al Drin, passò sotto dominio bizantino.

Tra il 614 e il 615 iniziò l'orda àvaro-slava che raggiunse la costa della Dalmazia.
L'imperatore Eraclio chiese aiuto contro di loro sia ai Serbi bianchi della Lusazia sia agli abitanti della Croazia Bianca che nell'anno 630, occuparono le terre invase dagli Avari, liberandole; i primi occuparono il territorio dal Cettina fino al lago di Scutari mentre i Croati il rimanente territorio a nord del Cettina.
Come ricompensa, Eraclio permise ai Serbi di instaurare principati autonomi governati da un principe (in serbo župan, жупан), comunque, sotto la sovranità bizantina.
La parte a sud del Narenta fece quindi parte del principato di Zahumlje (a differenza della vicina Ragusa parte del thema Dalmatia), poi inglobato dalla Doclea.
Dal 1190 passò sotto il dominio del Regno d'Ungheria; il territorio dello Zahumlje a sud-ovest del Narenta venne poi occupato dalle truppe serbe di Stefano Uroš I nella sua politica espansionistica; nel 1324 pervenne ai Bosniaci.

Nel 1427 la Repubblica ragusea acquistò, dal voivoda Radovan Pavlović l'altra metà di Canali, stabilendo così i massimi della sua sovranità, dalle foci del Narenta alle Bocche di Cattaro e precisamente: sulla terraferma da Clesto (Klek) alla valle di Sant'Irene (Sutorina), la penisola di Sabbioncello ed anche sulle grandi e piccole isole che la fronteggiano in quel tratto.

Nel 1463 il retrostante Regno di Bosnia fu sottomesso dalle truppe ottomane.
Dopo la pace di Carlowitz del 1699 il territorio di Slivno passò in mano veneziana ad esclusione di Klek e della vicina Neum che, assieme a Sutorina, vennero cedute dalla Repubblica di Ragusa all'Impero ottomano la quale così cessò di avere contatti territoriali con la Dalmazia veneta.
Col congresso di Vienna nel 1815 entrò a far parte per la prima volta dei domini asburgici nel Regno di Dalmazia.
Con l'entrata dell'Austria nella Bosnia-Erzegovina nel 1878, e la cacciata dei Turchi, Klek si unì al resto dell'attuale territorio comunale, passando a livello amministrativo dall'Erzegovina al Regno di Dalmazia, divenendo frazione del comune di Metković.
Dopo la prima guerra mondiale entrò a far parte del neo costituito Regno dei Serbi, Croati e Sloveni.
Dopo la seconda guerra mondiale fece parte della Repubblica Socialista Federale di Jugoslavia; dal 1991 fa parte della Croazia.

## Corsi d'acqua
Il territorio comunale è attraversato dal Narenta Piccolo (Mala Neretva).